# Kitgum (distrikt)
Kitgum distriktet är ett i distrikt i norra Uganda. Distriktet har fått sitt namn efter staden Kitgum, där distriktets huvudkvarter finns. Distriktet består av två "kommuner": Lamwo och Chua.
Distriktet gränsar till södra Sudan i norr, och de ugandiska distrikten Kaabong i öster, Kotido i sydväst, Pader i söder, Gulu i sydväst och Amuru i väster. Staden Kitgum ligger ungefär 330 km norr om Kampala, Ugandas huvudstad.
Kitgum-distriktet utgör tillsammans med Gulu och Pader det som historiskt anses vara acholifolkets hemland (Acholiland). 

## Befolkning
Befolkningen i distriktet uppskattades 2002 till ungefär 286 100, av vilka det var en viss övervikt kvinnor (51,3 % kvinnor mot 48,7 % män). Befolkningen ökar med uppskattningsvis 4,1 % per år.

## Ekonomi
Den vanligaste sysselsättningen i distriktet är jordbruk, och då genom odling av marken. Det finns även köttuppfödning i några områden, men det är inte alls lika utspritt.

## Hepatitepidemin
Under senare delen av 2007 och tidigare 2008, när många av interflyktingarna började återvända hem slutat bröt en hepatit E-epidemi ut i samhällen och spred sig till hela distriktet. Fram till augusti 2008 hade totalt 8 157 fall identifierats (62 % kvinnor, 38 % män). Av dödsfallen var 72 % kvinnor. Epidemin har spårats tillbaka till en icke-sanitär vattenkälla.  
Fram till juli 2009 hade antalet infekterade individer ökat till 10 243 av vilka 162 dött (1,58 %).